# فلويد إي. ويلر
فلويد إي. ويلر هو سياسي أمريكي، ولد في 18 مارس 1905، وتوفي في 9 فبراير 1995. انتخب عضو جمعية ولاية ويسكونسن ‏.